# Preslavska književna šola
Preslavska književna šola (bolgarsko Преславска книжовна школа, Pereslavska knižovna škola), znana tudi kot Književna šola Pliska ali Književna šola Pliska-Preslav, je bila prva književna šola v srednjeveškem Prvem bolgarskem cesarstvu. Ustanovil jo je car Boris I. leta 886 v bolgarski prestolnici Pliski. Leta 893 je car Simeon I. preselil sedež šole iz Pliske v novo prestolnico Veliki Preslav. Preslav je po Svjatoslavovem vdoru v Bolgarijo leta 972 zasedel in požgal bizantinski cesar Ivan I. Cimisk. 

## Zgodovina
Preslavska književna šola je bila najpomembnejše literarno in kulturno središče Prvega bolgarskega cesarstva in vseh Slovanov. V šoli je delovala vrsta uglednih bolgarskih pisateljev in učenjakov, med njimi do leta 893 Naum Preslavski, Konstantin Preslavski, Ivan Eksarh in Černorizec Hrabri. Šola je bila tudi prevajalsko središče, večinoma bizantinskih avtorjev, in ne nazadnje središče pesništva, slikarstva in poslikane keramike. 
V šoli so razvili cirilico: 
"Za razliko od duhovščine v Ohridu so bili preslavski učenjaki veliko bolj odvisni od grških modelov in so hitro opustili glagolico v korist prilagoditve grške unciale potrebam slovanščine, ki je zdaj znana kot cirilica."
Najzgodnejši datirani napisi v cirilici so bili najdeni na območju Preslava, nekaj v samem srednjeveškem mestu, nekaj pa v bližnjem samostanu  Patleina, oboje v današnji bolgarski provinci Šumen, in samostanih Ravna in Varna. V samostanu Ravna so našli kar 330 napisov v obliki grafitov, napisanih v stari slovanščini in drugih jezikih. Mnoge so napisali laiki. Nekateri so tudi nespodobni.  Napisani so v cirilici in drugih abecedah. Drug impresiven korpus napisov v cirilici iz 10. stoletja so napisi na  številnih svinčenih obeskih, najdenih večinoma v severovzhodni Bolgariji med Preslavom in Varno, pa tudi v današnji jugovzhodni Romuniji.
Skriptoriji Preslavske šole, v katerih so bila ustvarjena dela, so bili raztreseni po večjem delu današnje severovzhodne Bolgarije, vključno s cerkvami in samostani v Preslavu. Druge lokacije so bile Pliska, samostan Patleina, vas Han Krum in Černoglavci, vse v današnji provinci Šumen, Ravna v provinci Varna in Murfatlar v Dobrudži, zdaj v Romuniji.

## Književnost
V Preslavski šoli je nastajala književnost v stari bolgarščini, ki je dejansko končala tako imenovano trijezično krivoverstvo. V samostanih so bili narejeni tudi prevodi Svetega pisma, Slovanskega Jožefa Flavija, Judovskih starin in Aleksandrove romance.